# Robert F. Furchgott
Robert Francis Furchgott (4.6.1916 – 19.5.2009) là nhà hóa sinh học người Mỹ gốc Do Thái đã đoạt Giải Nobel Sinh lý học và Y khoa năm 1998, chung với Louis Ignarro và Ferid Murad.

## Cuộc đời và Sự nghiệp
Furchgott sinh tại Charleston, South Carolina, là con của Arthur Furchgott (tháng 12/1884 – tháng 1/1971), chủ một cửa hàng bách hóa, và Pena (Sorentrue) Furchgott. Ông tốt nghiệp bằng cử nhân hóa học năm 1937 ở Đại học Bắc Carolina tại Chapel Hill, đậu bằng tiến sĩ hóa sinh học tại Đại học Tây Bắc năm 1940. Ông là thành viên ban giảng huấn của Trường Y học Đại học Washington từ năm 1949 tới 1956. Từ năm 1956 tới 2009, ông làm giáo sư dược lý học tại Trung tâm Y học Downstate của Đại học bang New York.
Năm 1978, Furchgott phát hiện một chất trong tế bào nội mô làm giãn các mạch máu, gọi là endothelium-derived relaxing factor (viết tắt là EDRF). Năm 1986, ông đã tìm ra bản chất và cơ chế hoạt động của EDRF, và xác định rằng EDRF trên thực tế chính là nitơ monoxit (NO), một hợp chất quan trọng trong nhiều khía cạnh của Sinh lý học tim mạch. Nghiên cứu này là quan trọng trong việc giải thích tác động của Sildenafil (thuốc Viagra), việc điều trị trẻ sơ sinh mắc hội chứng da màu xanh tím (blue baby syndrome do khuyết tật ở tim), cùng các vấn đề y tế và sức khỏe liên quan khác.

## Đời tư
Furchgott đã sống hầu hết cuộc đời của mình ở Woodmere, New York (Long Island). Ông kết hôn với Lenore Mandelbaum (tháng 2/1915 – tháng 4/1983) từ năm 1941 tới khi bà qua đời thọ 68 tuổi. Họ có ba người con gái: Jane, Susan và Terry, 4 người cháu và 1 người chắt. Sau đó ông tái hôn với Margaret Gallagher Roth, bà này qua đời ngày 14.3.2006.

## Từ trần
Năm 2008 ông dọn về cư ngụ ở khu phố Ravenn của Seattle. Furchgott từ trần ngày 19.5.2009 ở Seattle.

## Giải thưởng và Vinh dự
- Giải quốc tế Quỹ Gairdner năm 1991
- Giải Albert Lasker cho nghiên cứu Y học cơ bản năm 1996 (chung với Ferid Murad).
- Giải Nobel Sinh lý học và Y khoa năm 1998 (chung với Louis Ignarro và Ferid Murad)
- Viện sĩ Viện hàn lâm Khoa học quốc gia Hoa Kỳ